# Institut régional du travail social
En France, un Institut de Formation en Travail Social (IFTS) a pour mission d'assurer une formation initiale, continue ou en apprentissage pour les futurs travailleurs sociaux. Les IFTS ont vocation à encourager la transversalité interprofessionnelle par une reconnaissance mutuelle des formations ainsi que de leurs champs de compétence respectifs.
L’IFTS permet aux collégiens et lycéens qui veulent rapidement entrer dans la vie active, d'obtenir un diplôme et d'exercer une profession dans le domaine du social. Cela concerne aussi les jeunes en difficulté scolaire et sans diplôme, les titulaires d'un CAP ou d'un baccalauréat professionnel qui pourront finaliser leur cursus en formation initiale ou en apprentissage.
Pour cela, les IFTS proposent des sessions d'échanges sur les pratiques et s'appliquent à rassembler les étudiants provenant de formations différentes lors de cours relevant de troncs communs.
Les IFTS proposent un ensemble de différents niveaux de formations.

## Histoire
En France, un Institut de Formation en Travail Social a pour mission d'assurer la formation permettant la délivrance de diplômes sociaux professionnels. Un Institut de Formation en Travail Social est administré par une association à but non lucratif de la loi de 1901.
Cette mission est fixée par l’arrêté du 22 août 1986. Depuis 2002, il est par ailleurs possible pour les professionnels de valider leurs diplômes par validation des acquis de l'expérience.
Depuis 2020, pour les diplômes d’État post-bac, la sélection se fait sur dossier et entretien via la procédure Parcoursup. L’entretien permet d’évaluer la motivation du candidat et son aptitude pour le métier. Aucun diplôme n'est exigé pour les diplômes d’État de niveau 3 et 4, ils sont accessibles sans le bac.

## Diplômes délivrés
Les formations dispensées dans un IFTS sont accessibles avec ou sans le baccalauréat. On peut y accéder soit sur concours, soit sur étude du dossier ou un entretien individuel. Les passerelles entre les diplômes d’État (DE) sont possibles afin de permettre aux étudiants de changer rapidement d’orientation s’ils le souhaitent,.

### Diplômes sociaux de niveau 7
- Diplôme d'État en Ingénierie Sociale (DEIS)
- Certificat d'aptitude aux fonctions de directeur d'établissement social (CAFDES)

### Diplômes sociaux de niveau 6
- Diplôme d'État d'assistant de service social (DEASS)
- Diplôme d'État de conseiller en économie sociale et familiale (DECESF)
- Diplôme d'État d'éducateur de jeunes enfants (DEEJE)
- Diplôme d'État d'éducateur spécialisé (DEES)
- Diplôme d'État d'éducateur technique spécialisé (DEETS)
- Certificat d'aptitude aux fonctions de responsable d'unité d'intervention sociale (CAFERUIS)

- Diplôme d'État Supérieur de la Jeunesse, de l’Éducation Populaire et du Sport - spécialité : animation socio-éducative et culturelle (DESJEPS)

### Diplômes sociaux de niveau 5
- Diplôme d’État de la Jeunesse, de l’Éducation Populaire et du Sport - spécialité : animation socio-éducative et culturelle (DEJEPS)

### Diplômes sociaux de niveau 4
- Diplôme d'État de moniteur-éducateur (DEME)
- Certificat d'aptitude aux fonctions de moniteur-éducateur (CAFME)

### Diplômes sociaux de niveau 3
- Diplôme d'État d'aide médico-psychologique (DEAMP)

## Liste des écoles
Il existe en France, 22 Instituts Régionaux de Travail Social (IRTS) dans chaque région qui assurent chaque année la formation d’environ 50 000 étudiants et professionnels.